# Tvoje tvář má známý hlas (1. řada)
První řada zábavní televizní show Tvoje tvář má známý hlas se začala vysílat na TV Nova 26. března 2016 a vítěz byl představen v posledním díle odvysílaném 11. června 2016. V roli moderátora se představil Ondřej Sokol a do řad porotců zasedli Janek Ledecký, Jakub Kohák a Jitka Čadek Čvančarová, ke kterým se každý díl přidal speciální host.
Vítězkou první řady se stala Hana Holišová, která celkovou výhru v hodnotě 150 tisíc korun předala nadaci Krtek, jenž pomáhá onkologicky nemocným dětem.
Stanice měla připravený také jedenáctý bonusový díl, který ovšem neuvedla. Díl byl později uveden na silvestra se sestřihem z druhé řady.

## Formát
Každý ze soutěžících si v každém kole vylosoval jednu známou osobnost, kterou v následujícím týdnu napodobil. Sloužil jim k tomu profesionální tým maskérů, tanečníků a odborníků na zpěv a herectví. Jejich úkolem bylo napodobit ji tak, aby zaujala porotu, která na konci večera rozdala body od 1 až po 8. Soutěžící, který měl za večer nejvíce hlasů, vyhrál a přidělil 25 000 Kč libovolné charitativní společnosti. V případě remízy rozhodla porota. O vítězi také rozhodovali sami soutěžící, jelikož každý z nich má ještě pět speciálních bodů, které udělil jednomu ze svých kolegů. Pokud se soutěžící dělí o poslední místo spolu s jiným soutěžícím, je na poslední místo vždy určen pouze jeden.
Body se průběžně sčítali až do konce devátého kola – semifinále, kdy čtyři účinkující s nejvyššími počty hlasů postoupili do finále. O celkovém vítězi rozhodla porota ve finálovém kole. Vítěz obdržel 150 000 Kč a předal je libovolné charitě.

## Obsazení

### Moderátor a porota
Moderátorem byl Ondřej Sokol a stálými porotci byli Janek Ledecký, Jakub Kohák a Jitka Čadek Čvančarová. Čtvrtým členem poroty byla vždy nějaká hostující slavná osobnost.
| Týden | Jméno           | Týden | Jméno             |
| ----- | --------------- | ----- | ----------------- |
| 1.    | Milan Šteindler | 6.    | Monika Absolonová |
| 2.    | Ivana Jirešová  | 7.    | Barbora Poláková  |
| 3.    | Václav Kopta    | 8.    | Aleš Háma         |
| 4.    | Adela Banášová  | 9.    | Matěj Ruppert     |
| 5.    | Lukáš Pavlásek  | 10.   | Anna Geislerová   |

### Soutěžící
Tým soutěžících se skládal z osmi známých osobností; čtyři ženy a čtyři muži:
| Jméno osobnosti | Profese   | Vyhrané týdny  | Prohrané týdny | Výsledek |
| --------------- | --------- | -------------- | -------------- | -------- |
| Hana Holišová   | Herečka   | 1., 9., Finále | 5.             | Vítězka  |
| Ivana Chýlková  | Herečka   | 5.             | —              | 2. místo |
| David Kraus     | Zpěvák    | 7.             | —              | 3. místo |
| Iva Pazderková  | Herečka   | 4., 6.         | 8.             | 4. místo |
| Anna Fialová    | Herečka   | —              | 1.             | 5. místo |
| Petr Rychlý     | Herec     | 2., 8.         | 9.             | 6. místo |
| Petr Vondráček  | Moderátor | —              | 2., 3.         | 7. místo |
| Adam Mišík      | Zpěvák    | 3.             | 4., 6., 7.     | 8. místo |

### Mentoři
Soutěžícím při přípravách vystoupení pomáhali mentoři:
| Herectví     | Jiří Vejdělek |
| Zpěv         | Linda Finková |
| Choreografie | Yemi A.D.     |

## Přehled vítězů
| Kolo         | Soutěžící      | Vystupující jako     | Nadace              |
| ------------ | -------------- | -------------------- | ------------------- |
| 1.           | Hana Holišová  | Édith Piaf           | Nadační fond Krtek  |
| 2.           | Petr Rychlý    | Louis Armstrong      | Nadační fond Šance  |
| 3.           | Adam Mišík     | Miley Cyrus          | Nadační fond Eda    |
| 4.           | Iva Pazderková | Susan Boyle          | Organizace Život 90 |
| 5.           | Ivana Chýlková | Conchita Wurst       | Elpida pro seniory  |
| 6.           | Iva Pazderková | P!nk                 | Organizace Život 90 |
| 7.           | David Kraus    | Till Lindemann       | Uganda              |
| 8.           | Petr Rychlý    | Hana Hegerová        | Nadační fond Šance  |
| 9.           | Hana Holišová  | Catherine Zeta-Jones | Nadační fond Krtek  |
| 10. (finále) | Hana Holišová  | John Travolta        | Nadační fond Krtek  |

Jelikož soutěžící Anna Fialová a Petr Vondráček nevyhráli žádné soutěžní kolo, dostali po svém závěrečném vystoupení od moderátora Ondřeje Sokola šek v hodnotě 25 000 Kč, který přidělili libovolné charitativní společnosti.
- Anna Fialová věnovala peníze neziskové organizaci Helppes.
- Petr Vondráček daroval částku nadačnímu fondu Impuls.

## Přehled vystoupení
| Soutěžící      | První týden           | Druhý týden        | Třetí týden        | Čtvrtý týden           | Pátý týden                   | Šestý týden             | Sedmý týden              | Osmý týden            | Semifinále           | Finále             |
| -------------- | --------------------- | ------------------ | ------------------ | ---------------------- | ---------------------------- | ----------------------- | ------------------------ | --------------------- | -------------------- | ------------------ |
| Hana Holišová  | Édith Piaf            | Beyoncé            | Katy Perry         | Michael Jackson        | Hana Zagorová                | MC Hammer               | Shania Twain             | Aretha Franklin       | Catherine Zeta-Jones | John Travolta      |
| Ivana Chýlková | Amy Winehouse         | Madonna            | PSY                | Cher                   | Conchita Wurst               | Fergie                  | Jens Sylsjö Rednex       | Liza Minnelliová      | Věra Bílá            | Yvonne Přenosilová |
| David Kraus    | Freddie Mercury Queen | Adele              | Tom Jones          | Steven Tyler Aerosmith | Ricky Martin                 | John Lennon             | Till Lindemann Rammstein | Janis Joplin          | Waldemar Matuška     | David Bowie        |
| Iva Pazderková | Lady Gaga             | Helena Vondráčková | Toni Braxton       | Susan Boyle            | Kurt Cobain Nirvana          | P!nk                    | Nicki Minaj              | Shakira               | Pharrell Williams    | Gloria Gaynor      |
| Anna Fialová   | Britney Spears        | Bruno Mars         | Christina Aguilera | Jim Carrey             | Cyndi Lauper                 | Whitney Houston         | Jennifer Lopez           | Vojtěch Dyk Nightwork | Sia                  | Jennifer Warnesová |
| Petr Rychlý    | Daniel Nekonečný      | Louis Armstrong    | Antonio Banderas   | Jan Nedvěd             | Victor Willis Village People | Josef Vojtek Kabát      | Elton John               | Hana Hegerová         | Andrea Bocelli       | Petr Janda Olympic |
| Petr Vondráček | Tina Turner           | Robbie Williams    | Miroslav Žbirka    | George Michael Wham!   | James Brown                  | Boy George Culture Club | Bryan Adams              | Roy Orbison           | Lenny Kravitz        | Bill Medley        |
| Adam Mišík     | Robin Thicke          | Elvis Presley      | Miley Cyrus        | Adam Levine Maroon 5   | Prince                       | Lou Bega                | Janek Ledecký            | Stevie Wonder         | Karel Gott           | Petra Janů         |

Legenda
     soutěžící se umístil na prvním místě
     soutěžící se umístil na posledním místě
     soutěžící byl nehodnocen
     soutěžící byl vyřazen

### Souhrn bodů
| Souhrn bodů    | Souhrn bodů | Souhrn bodů | Souhrn bodů | Souhrn bodů | Souhrn bodů | Souhrn bodů | Souhrn bodů | Souhrn bodů | Souhrn bodů | Souhrn bodů | Souhrn bodů |
| Soutěžící      | 1.          | 2.          | 3.          | 4.          | 5.          | 6.          | 7.          | 8.          | 9.          | Body        | Umístění    |
| -------------- | ----------- | ----------- | ----------- | ----------- | ----------- | ----------- | ----------- | ----------- | ----------- | ----------- | ----------- |
| Hana Holišová  | 1. 35       | 5. 25       | 5. 11       | 3. 33       | 8. 11       | 3. 30       | 3. 17       | 2. 38       | 1. 35       | 235         | Vítězka     |
| Ivana Chýlková | 4. 22       | 6. 19       | 2. 40       | 7. 14       | 1. 39       | 5. 21       | 4. 17       | 3. 35       | 4. 26       | 233         | 2. místo    |
| David Kraus    | 2. 32       | 2. 30       | 6. 10       | 6. 18       | 7. 12       | 4. 29       | 1. 65       | 4. 25       | 7. 11       | 232         | 3. místo    |
| Iva Pazderková | 6. 18       | 4. 26       | 4. 21       | 1. 36       | 3. 28       | 1. 36       | 5. 17       | 8. 10       | 5. 22       | 214         | 4. místo    |
| Anna Fialová   | 8. 16       | 3. 26       | 3. 33       | 5. 18       | 5. 20       | 2. 36       | 7. 15       | 5. 14       | 2. 35       | 213         | —           |
| Petr Rychlý    | 3. 25       | 1. 34       | 7. 10       | 2. 36       | 6. 13       | 7. 12       | 6. 16       | 1. 38       | 8. 8        | 192         | —           |
| Petr Vondráček | 7. 18       | 8. 9        | 8. 9        | 4. 21       | 2. 39       | 6. 14       | 2. 24       | 7. 12       | 3. 27       | 173         | —           |
| Adam Mišík     | 5. 18       | 7. 15       | 1. 50       | 8. 8        | 4. 22       | 8. 6        | 8. 13       | 6. 12       | 6. 20       | 164         | —           |

## Jednotlivé týdny

### První týden
V prvním týdnu se proměnili také porotci:
- Janek Ledecký jako Mick Jagger s písní „(I Can't Get No) Satisfaction“.
- Jitka Čvančarová jako Marilyn Monroe s písní „I Wanna be Loved by You“.
- Jakub Kohák jako Luciano Pavarotti s písní „La Donna e Mobile“.

| Poř. | Soutěžící      | Osobnost         | Píseň                      | Body (porotců a bonusové) | Body (porotců a bonusové) | Body (porotců a bonusové) | Body (porotců a bonusové) | Body (porotců a bonusové) | Celkem bodů | Finální pořadí | Speciální body |
| Poř. | Soutěžící      | Osobnost         | Píseň                      | Kohák                     | Čvančarová                | Ledecký                   | Šteindler                 | Bonus                     | Celkem bodů | Finální pořadí | Speciální body |
| ---- | -------------- | ---------------- | -------------------------- | ------------------------- | ------------------------- | ------------------------- | ------------------------- | ------------------------- | ----------- | -------------- | -------------- |
| 1    | Iva Pazderková | Lady Gaga        | „Bad Romance“              | 2                         | 1                         | 1                         | 4                         | 10                        | 18          | 6.             | David          |
| 2    | Petr Rychlý    | Daniel Nekonečný | „Hafanana“                 | 8                         | 8                         | 2                         | 2                         | 5                         | 25          | 3.             | Iva            |
| 3    | Hana Holišová  | Édith Piaf       | „Non, je ne regrette rien“ | 7                         | 7                         | 8                         | 8                         | 5                         | 35          | Vítězka        | Petr V.        |
| 4    | Adam Mišík     | Robin Thicke     | „Blurred Lines“            | 1                         | 4                         | 7                         | 6                         | 0                         | 18          | 5.             | Petr R.        |
| 5    | Ivana Chýlková | Amy Winehouse    | „Back to Black“            | 4                         | 5                         | 6                         | 7                         | 0                         | 22          | 4.             | Anna           |
| 6    | David Kraus    | Freddie Mercury  | „I Want to Break Free“     | 6                         | 6                         | 5                         | 5                         | 10                        | 32          | 2.             | Iva            |
| 7    | Anna Fialová   | Britney Spears   | „... Baby On More Time“    | 3                         | 2                         | 3                         | 3                         | 5                         | 16          | 8.             | David          |
| 8    | Petr Vondráček | Tina Turner      | „Proud Mary“               | 5                         | 3                         | 4                         | 1                         | 5                         | 18          | 7.             | Hana           |

### Druhý týden
- V druhém týdnu vystoupil moderátor Ondřej Sokol jako John Travolta.

| Poř. | Soutěžící      | Osobnost           | Píseň                    | Body (porotců a bonusové) | Body (porotců a bonusové) | Body (porotců a bonusové) | Body (porotců a bonusové) | Body (porotců a bonusové) | Celkem bodů | Finální pořadí | Speciální body |
| Poř. | Soutěžící      | Osobnost           | Píseň                    | Kohák                     | Čvančarová                | Ledecký                   | Jirešová                  | Bonus                     | Celkem bodů | Finální pořadí | Speciální body |
| ---- | -------------- | ------------------ | ------------------------ | ------------------------- | ------------------------- | ------------------------- | ------------------------- | ------------------------- | ----------- | -------------- | -------------- |
| 1    | Petr Vondráček | Robbie Williams    | „Let Me Entertain You“   | 4                         | 1                         | 3                         | 1                         | 0                         | 9           | 8.             | Anna           |
| 2    | Ivana Chýlková | Madonna            | „Like A Virgin“          | 2                         | 5                         | 4                         | 3                         | 5                         | 19          | 6.             | David          |
| 3    | Adam Mišík     | Elvis Presley      | „Blue Suede Shoes“       | 3                         | 2                         | 1                         | 4                         | 5                         | 15          | 7.             | Petr R.        |
| 4    | Iva Pazderková | Helena Vondráčková | „Sladké mámení“          | 5                         | 6                         | 8                         | 2                         | 5                         | 26          | 4.             | Hana           |
| 5    | David Kraus    | Adele              | „Someone Like You“       | 6                         | 7                         | 6                         | 6                         | 5                         | 30          | 2.             | Petr R.        |
| 6    | Hana Holišová  | Beyoncé            | „Single Ladies“          | 8                         | 3                         | 2                         | 7                         | 5                         | 25          | 5.             | Iva            |
| 7    | Petr Rychlý    | Louis Armstrong    | „What a Wonderful World“ | 1                         | 8                         | 7                         | 8                         | 10                        | 34          | Vítěz          | Ivana          |
| 8    | Anna Fialová   | Bruno Mars         | „Uptown Funk“            | 7                         | 4                         | 5                         | 5                         | 5                         | 26          | 3.             | Adam           |

### Třetí týden
| Poř. | Soutěžící      | Osobnost           | Píseň                  | Body (porotců a bonusové) | Body (porotců a bonusové) | Body (porotců a bonusové) | Body (porotců a bonusové) | Body (porotců a bonusové) | Celkem bodů | Finální pořadí | Speciální body |
| Poř. | Soutěžící      | Osobnost           | Píseň                  | Kohák                     | Čvančarová                | Ledecký                   | Kopta                     | Bonus                     | Celkem bodů | Finální pořadí | Speciální body |
| ---- | -------------- | ------------------ | ---------------------- | ------------------------- | ------------------------- | ------------------------- | ------------------------- | ------------------------- | ----------- | -------------- | -------------- |
| 1    | Petr Rychlý    | Antonio Banderas   | „Cancion del Mariachi“ | 4                         | 1                         | 2                         | 3                         | 0                         | 10          | 7.             | Adam           |
| 2    | Iva Pazderková | Toni Braxton       | „Un-Break My Heart“    | 5                         | 6                         | 5                         | 5                         | 0                         | 21          | 4.             | Ivana          |
| 3    | David Kraus    | Tom Jones          | „Sex Bomb“             | 3                         | 4                         | 1                         | 2                         | 0                         | 10          | 6.             | Ivana          |
| 4    | Hana Holišová  | Katy Perry         | „Hot N Cold“           | 1                         | 2                         | 4                         | 4                         | 0                         | 11          | 5.             | Ivana          |
| 5    | Petr Vondráček | Miroslav Žbirka    | „Atlantída“            | 2                         | 3                         | 3                         | 1                         | 0                         | 9           | 8.             | Adam           |
| 6    | Anna Fialová   | Christina Aguilera | „Candyman“             | 7                         | 7                         | 6                         | 8                         | 5                         | 33          | 3.             | Adam           |
| 7    | Adam Mišík     | Miley Cyrus        | „Wrecking Ball“        | 8                         | 8                         | 7                         | 7                         | 20                        | 50          | Vítěz          | Anna           |
| 8    | Ivana Chýlková | PSY                | „Gangnam Style“        | 6                         | 5                         | 8                         | 6                         | 15                        | 40          | 2.             | Adam           |

### Čtvrtý týden
| Poř. | Soutěžící      | Osobnost        | Píseň                             | Body (porotců a bonusové) | Body (porotců a bonusové) | Body (porotců a bonusové) | Body (porotců a bonusové) | Body (porotců a bonusové) | Celkem bodů | Finální pořadí | Speciální body |
| Poř. | Soutěžící      | Osobnost        | Píseň                             | Kohák                     | Čvančarová                | Ledecký                   | Banášová                  | Bonus                     | Celkem bodů | Finální pořadí | Speciální body |
| ---- | -------------- | --------------- | --------------------------------- | ------------------------- | ------------------------- | ------------------------- | ------------------------- | ------------------------- | ----------- | -------------- | -------------- |
| 1    | Anna Fialová   | Jim Carrey      | „Cuban Pete“                      | 4                         | 1                         | 2                         | 6                         | 5                         | 18          | 5.             | Iva            |
| 2    | David Kraus    | Steven Tyler    | „I Don't Wanna Miss a Thing“      | 2                         | 4                         | 4                         | 3                         | 5                         | 18          | 6.             | Petr V.        |
| 3    | Petr Vondráček | George Michael  | „Wake Me Up Before You Go-Go“     | 7                         | 5                         | 3                         | 1                         | 5                         | 21          | 4.             | David          |
| 4    | Ivana Chýlková | Cher            | „Believe“                         | 1                         | 3                         | 6                         | 4                         | 0                         | 14          | 7.             | Petr R.        |
| 5    | Petr Rychlý    | Jan Nedvěd      | „Kohout (Zvony zvoní jen chvíli)“ | 5                         | 7                         | 7                         | 7                         | 10                        | 36          | 2.             | Anna           |
| 6    | Adam Mišík     | Adam Levine     | „Moves Like Jagger“               | 3                         | 2                         | 1                         | 2                         | 0                         | 8           | 8.             | Petr R.        |
| 7    | Iva Pazderková | Susan Boyle     | „I Dreamed a Dream“               | 8                         | 8                         | 5                         | 5                         | 10                        | 36          | Vítězka        | Hana           |
| 8    | Hana Holišová  | Michael Jackson | „Thriller“                        | 6                         | 6                         | 8                         | 8                         | 5                         | 33          | 3.             | Iva            |

### Pátý týden
| Poř. | Soutěžící      | Osobnost       | Píseň                             | Body (porotců a bonusové) | Body (porotců a bonusové) | Body (porotců a bonusové) | Body (porotců a bonusové) | Body (porotců a bonusové) | Celkem bodů | Finální pořadí | Speciální body |
| Poř. | Soutěžící      | Osobnost       | Píseň                             | Kohák                     | Čvančarová                | Ledecký                   | Pavlásek                  | Bonus                     | Celkem bodů | Finální pořadí | Speciální body |
| ---- | -------------- | -------------- | --------------------------------- | ------------------------- | ------------------------- | ------------------------- | ------------------------- | ------------------------- | ----------- | -------------- | -------------- |
| 1    | Petr Rychlý    | Victor Willis  | „YMCA“                            | 4                         | 3                         | 2                         | 4                         | 0                         | 13          | 6.             | Petr V.        |
| 2    | Ivana Chýlková | Conchita Wurst | „Rise Like a Phoenix“             | 7                         | 8                         | 6                         | 8                         | 10                        | 39          | Vítězka        | Petr V.        |
| 3    | David Kraus    | Ricky Martin   | „Livin' La Vida Loca“             | 6                         | 2                         | 1                         | 3                         | 0                         | 12          | 7.             | Adam           |
| 4    | Hana Holišová  | Hana Zagorová  | „Mimořádna linka (Praha - Tokio)“ | 5                         | 1                         | 3                         | 2                         | 0                         | 11          | 8.             | Ivana          |
| 5    | Adam Mišík     | Prince         | „Kiss“                            | 2                         | 4                         | 5                         | 1                         | 10                        | 22          | 4.             | Anna           |
| 6    | Anna Fialová   | Cyndi Lauper   | „Girls Just Wanna Have Fun“       | 1                         | 5                         | 4                         | 5                         | 5                         | 20          | 5.             | Ivana          |
| 7    | Petr Vondráček | James Brown    | „I Feel Good“                     | 8                         | 7                         | 8                         | 6                         | 10                        | 39          | 2.             | Iva            |
| 8    | Iva Pazderková | Kurt Cobain    | „Smells Like Teen Spirit“         | 3                         | 6                         | 7                         | 7                         | 5                         | 28          | 3.             | Adam           |

### Šestý týden
| Poř. | Soutěžící      | Osobnost        | Píseň                                | Body (porotců a bonusové) | Body (porotců a bonusové) | Body (porotců a bonusové) | Body (porotců a bonusové) | Body (porotců a bonusové) | Celkem bodů | Finální pořadí | Speciální body |
| Poř. | Soutěžící      | Osobnost        | Píseň                                | Kohák                     | Čvančarová                | Ledecký                   | Absolonová                | Bonus                     | Celkem bodů | Finální pořadí | Speciální body |
| ---- | -------------- | --------------- | ------------------------------------ | ------------------------- | ------------------------- | ------------------------- | ------------------------- | ------------------------- | ----------- | -------------- | -------------- |
| 1    | Hana Holišová  | MC Hammer       | „U Can't Touch This“                 | 6                         | 6                         | 7                         | 6                         | 5                         | 30          | 3.             | Anna           |
| 2    | Petr Rychlý    | Josef Vojtek    | „Pohoda“                             | 4                         | 2                         | 4                         | 2                         | 0                         | 12          | 7.             | David          |
| 3    | Ivana Chýlková | Fergie          | „A Little Party Never Killed Nobody“ | 5                         | 3                         | 6                         | 7                         | 0                         | 21          | 5.             | David          |
| 4    | David Kraus    | John Lennon     | „Imagine“                            | 3                         | 7                         | 1                         | 3                         | 15                        | 29          | 4.             | Anna           |
| 5    | Petr Vondráček | Boy George      | „Karma Chameleon“                    | 1                         | 5                         | 3                         | 5                         | 0                         | 14          | 6.             | Hana           |
| 6    | Adam Mišík     | Lou Bega        | „Mambo No. 5“                        | 2                         | 1                         | 2                         | 1                         | 0                         | 6           | 8.             | Iva            |
| 7    | Iva Pazderková | P!nk            | „Try“                                | 7                         | 8                         | 8                         | 8                         | 5                         | 36          | Vítězka        | Anna           |
| 8    | Anna Fialová   | Whitney Houston | „I Will Always Love You“             | 8                         | 4                         | 5                         | 4                         | 15                        | 36          | 2.             | David          |

### Sedmý týden
- V průběhu vystoupení Adama Mišíka se přidal i porotce a původní interpret Janek Ledecký.

| Poř. | Soutěžící      | Osobnost       | Píseň                               | Body (porotců a bonusové) | Body (porotců a bonusové) | Body (porotců a bonusové) | Body (porotců a bonusové) | Body (porotců a bonusové) | Celkem bodů | Finální pořadí | Speciální body |
| Poř. | Soutěžící      | Osobnost       | Píseň                               | Kohák                     | Čvančarová                | Ledecký                   | Poláková                  | Bonus                     | Celkem bodů | Finální pořadí | Speciální body |
| ---- | -------------- | -------------- | ----------------------------------- | ------------------------- | ------------------------- | ------------------------- | ------------------------- | ------------------------- | ----------- | -------------- | -------------- |
| 1    | Anna Fialová   | Jennifer Lopez | „On The Floor“                      | 7                         | 3                         | 3                         | 2                         | 0                         | 15          | 7.             | David          |
| 2    | Adam Mišík     | Janek Ledecký  | „Na ptáky jsme krátky“              | 2                         | 2                         | 8                         | 1                         | 0                         | 13          | 8.             | David          |
| 3    | Ivana Chýlková | Jens Sylsjö    | „Cotton Eye Joe“                    | 1                         | 4                         | 4                         | 8                         | 0                         | 17          | 4.             | David          |
| 4    | Petr Rychlý    | Elton John     | „Can You Feel the Love Tonight“     | 4                         | 6                         | 2                         | 4                         | 0                         | 16          | 6.             | David          |
| 5    | Hana Holišová  | Shania Twain   | „Man! I Feel Like a Woman“          | 3                         | 1                         | 5                         | 3                         | 5                         | 17          | 3.             | David          |
| 6    | Iva Pazderková | Nicki Minaj    | „Starships“                         | 5                         | 5                         | 1                         | 6                         | 0                         | 17          | 5.             | David          |
| 7    | Petr Vondráček | Bryan Adams    | „(Everything I Do) I Do It For You“ | 6                         | 7                         | 6                         | 5                         | 0                         | 24          | 2.             | David          |
| 8    | David Kraus    | Till Lindemann | „Du Hast“                           | 8                         | 8                         | 7                         | 7                         | 35                        | 65          | Vítěz          | Hana           |

### Osmý týden
| Poř. | Soutěžící      | Osobnost         | Píseň                              | Body (porotců a bonusové) | Body (porotců a bonusové) | Body (porotců a bonusové) | Body (porotců a bonusové) | Body (porotců a bonusové) | Celkem bodů | Finální pořadí | Speciální body |
| Poř. | Soutěžící      | Osobnost         | Píseň                              | Kohák                     | Čvančarová                | Ledecký                   | Háma                      | Bonus                     | Celkem bodů | Finální pořadí | Speciální body |
| ---- | -------------- | ---------------- | ---------------------------------- | ------------------------- | ------------------------- | ------------------------- | ------------------------- | ------------------------- | ----------- | -------------- | -------------- |
| 1    | Petr Vondráček | Roy Orbison      | „Oh, Pretty Woman“                 | 3                         | 2                         | 1                         | 6                         | 0                         | 12          | 7.             | Ivana          |
| 2    | Hana Holišová  | Aretha Franklin  | „Rolling in the Deep“              | 5                         | 7                         | 8                         | 8                         | 10                        | 38          | 2.             | Anna           |
| 3    | Adam Mišík     | Stevie Wonder    | „I Just Called To Say I Love You“  | 4                         | 4                         | 3                         | 1                         | 0                         | 12          | 6.             | Petr R.        |
| 4    | Ivana Chýlková | Liza Minnelliová | „Mein Herr“                        | 7                         | 6                         | 7                         | 5                         | 10                        | 35          | 3.             | Petr R.        |
| 5    | David Kraus    | Janis Joplin     | „Cry Baby“                         | 6                         | 5                         | 6                         | 3                         | 5                         | 25          | 4.             | Ivana          |
| 6    | Iva Pazderková | Shakira          | „Waka Waka (This Time for Africa)“ | 1                         | 3                         | 4                         | 2                         | 0                         | 10          | 8.             | Hana           |
| 7    | Petr Rychlý    | Hana Hegerová    | „Čerešně“                          | 8                         | 8                         | 5                         | 7                         | 10                        | 38          | Vítěz          | Hana           |
| 8    | Anna Fialová   | Vojtěch Dyk      | „Tepláky“                          | 2                         | 1                         | 2                         | 4                         | 5                         | 14          | 5.             | David          |

### Devátý týden (semifinále)
| Poř. | Soutěžící      | Osobnost             | Píseň           | Body (porotců a bonusové) | Body (porotců a bonusové) | Body (porotců a bonusové) | Body (porotců a bonusové) | Body (porotců a bonusové) | Celkem bodů | Finální pořadí | Speciální body |
| Poř. | Soutěžící      | Osobnost             | Píseň           | Kohák                     | Čvančarová                | Ledecký                   | Ruppert                   | Bonus                     | Celkem bodů | Finální pořadí | Speciální body |
| ---- | -------------- | -------------------- | --------------- | ------------------------- | ------------------------- | ------------------------- | ------------------------- | ------------------------- | ----------- | -------------- | -------------- |
| 1    | Iva Pazderková | Pharrell Williams    | „Happy“         | 4                         | 7                         | 5                         | 6                         | 0                         | 22          | 5.             | Petr V.        |
| 2    | David Kraus    | Waldemar Matuška     | „Tereza“        | 1                         | 1                         | 4                         | 5                         | 0                         | 11          | 7.             | Anna           |
| 3    | Hana Holišová  | Catherine Zeta-Jones | „All That Jazz“ | 7                         | 5                         | 6                         | 7                         | 10                        | 35          | Vítězka        | Anna           |
| 4    | Petr Rychlý    | Andrea Bocelli       | „O' Sole Mio“   | 3                         | 2                         | 2                         | 1                         | 0                         | 8           | 8.             | Adam           |
| 5    | Adam Mišík     | Karel Gott           | „Trezor“        | 8                         | 4                         | 1                         | 2                         | 5                         | 20          | 6.             | Anna           |
| 6    | Anna Fialová   | Sia                  | „Chandelier“    | 6                         | 8                         | 3                         | 3                         | 15                        | 35          | 2.             | Hana           |
| 7    | Petr Vondráček | Lenny Kravitz        | „Fly Away“      | 5                         | 6                         | 7                         | 4                         | 5                         | 27          | 3.             | Ivana          |
| 8    | Ivana Chýlková | Věra Bílá            | „Paš o Paňori“  | 2                         | 3                         | 8                         | 8                         | 5                         | 26          | 4.             | Hana           |

### Desátý týden (finále)
- Porotci, Anna Geislerová a Linda Finková vystoupili jako Spice Girls s písní „Wannabe“
- Ondřej Sokol a Jitka Čvančarová vystoupili jako Lucie Bílá a Ilona Csáková s písní „Láska je láska“.
- Yemi A.D. vystoupil jako Will Smith s písní „Men In Black“.

| Poř. | Soutěžící      | Osobnost           | Píseň                            | Finální pořadí |
| ---- | -------------- | ------------------ | -------------------------------- | -------------- |
| 1    | Hana Holišová  | John Travolta      | „Greased Lightning“              | Vítězka        |
| 2    | David Kraus    | David Bowie        | „Let's Dance“                    | 3.             |
| 3    | Ivana Chýlková | Yvonne Přenosilová | „Boty proti lásce“               | 2.             |
| 4    | Iva Pazderková | Gloria Gaynor      | „I Will Survive“                 | 4.             |
| 5    | Petr Rychlý    | Petr Janda         | „Jedeme dál“                     | 6.             |
| 5    | Adam Mišík     | Petra Janů         | „Jedeme dál“                     | 8.             |
| 6    | Petr Vondráček | Bill Medley        | „(I've Had) The Time of My Life“ | 7.             |
| 6    | Anna Fialová   | Jennifer Warnesová | „(I've Had) The Time of My Life“ | 5.             |

## Sledovanost
| Pořadí | Epizoda               | Datum premiéry    | Sledovanost Česko | Sledovanost Česko | Sledovanost Česko | Sledovanost Česko | Sledovanost Česko |
| Pořadí | Epizoda               | Datum premiéry    | 15+               | Share             | Share             | Share             | Ref.              |
| Pořadí | Epizoda               | Datum premiéry    | 15+               | 15+               | 15–54             | 15–69             | Ref.              |
| ------ | --------------------- | ----------------- | ----------------- | ----------------- | ----------------- | ----------------- | ----------------- |
| 1      | První týden           | 26. března 2016   | 933 000           | 27 %              | 29 %              | 28 %              | [ 16 ]            |
| 2      | Druhý týden           | 2. dubna 2016     | 978 000           | 25 %              | 32 %              | 28 %              | [ 17 ]            |
| 3      | Třetí týden           | 9. dubna 2016     | 1 423 000         | 35 %              | 44 %              | 38 %              | [ 18 ]            |
| 4      | Čtvrtý týden          | 16. dubna 2016    | 1 627 000         | 43 %              | 51 %              | 46 %              | [ 19 ]            |
| 5      | Pátý týden            | 23. dubna 2016    | 1 820 000         | 45 %              | 55 %              | 49 %              | [ 20 ]            |
| 6      | Šestý týden           | 30. dubna 2016    | 1 465 000         | 43 %              | 54 %              | 48 %              | [ 21 ]            |
| 7      | Sedmý týden           | 14. května 2016   | 1 718 000         | 46 %              | 55 %              | 50 %              | [ 22 ]            |
| 8      | Osmý týden            | 28. května 2016   | 1 599 000         | 47 %              | 55 %              | 51 %              | [ 23 ]            |
| 9      | Devátý týden          | 4. června 2016    | 1 717 000         | 52 %              | 59 %              | 56 %              | [ 24 ]            |
| 10     | Desátý týden (finále) | 11. června 2016   | 1 623 000         | 48 %              | 56 %              | 51 %              | [ 25 ]            |
| Průměr | Průměr                | Průměr            | 1 491 000         | 41 %              | 49 %              | 45 %              | [ 26 ]            |
| 11     | Silvestrovský sestřih | 31. prosince 2016 | 830 000           | 21 %              | 32 %              | 24 %              | [ 27 ]            |

### Silvestrovský sestřih
Dne 31. prosince 2016 byl pro diváky připraven silvestrovský sestřih pořadu s podtitulem To nejlepší. Obsahoval nejlepší vystoupení ze dvou předchozích řad soutěže a moderátor Ondřej Sokol provázel diváky celým zákulisím a ukázal, co se dělo na jevišti i mimo něj. Vystoupil Adam Mišík jako Karel Gott, Hana Holišová jako MC Hammer, Anna Fialová jako Christina Aguilera, Ivana Chýlková jako PSY, Marta Jandová jako Alice Cooper, David Gránský jako Ed Sheeran, Anna Slováčková jako Lady Gaga nebo Yemi A.D. jako Will Smith a další. Vystoupil také Petr Rychlý jako Jan Nedvěd a společně se skutečným zpěvákem Janem Nedvědem zazpívali píseň „Kohout“. Sestřih probíhal v sobotu od 20.35 do 0.00.